# ウォルト・ディズニー・スタジオ・モーション・ピクチャー・プロダクション
ウォルト・ディズニー・スタジオ・モーション・ピクチャー・プロダクション（Walt Disney Studios Motion Picture Production）は、ウォルト・ディズニー・カンパニー（ウォルト・ディズニー・スタジオ）の実写映画制作部門である。

## 概要
ウォルト・ディズニー・スタジオ内の実写映画制作部門となっている。基本的にはファミリー向け映画制作をしているが、また同じウォルト・ディズニー・スタジオ内の成人向け映画制作部門にはタッチストーン・ピクチャーズが存在している。